# شعب احذور (المسيمير)

تعديل مصدري - تعديل

شعب احذور هي إحدى قرى عزلة المسيمير بمديرية المسيمير التابعة لمحافظة لحج، بلغ تعداد سكانها 64 نسمة حسب تعداد اليمن لعام 2004.